# Freddy Söderberg
Freddy Söderberg (* 8. November 1984) ist ein schwedischer ehemaliger Fußballspieler. Der Stürmer spielte u. a. für Östers IF und Hammarby IF in der schwedischen ersten Liga.

## Werdegang
Der aus Småland stammende Söderberg begann 1990 mit dem Fußballspielen in Bor bei Bors SK. Dort durchlief er die einzelnen Jugendmannschaften, ehe er sich 2002 IFK Värnamo anschloss. Dort debütierte er als Nachwuchsspieler in der drittklassigen Division 2 Östra Götaland und erzielte in seiner Debütsaison neun Tore. Nach einer weiteren Saison als Stammspieler wechselte er zu Östers IF in die Superettan. Dort bestritt er in der Spielzeit 2004 zwar 29 Saisonspiele, bestritt aber lediglich in zwei Spielen die komplette Spieldauer. Nach einem weiteren halben Jahr für den Klub wechselte er auf Leihbasis zum Viertligisten Myresjö IF.
Söderberg kehrte nach Saisonende 2005 zu IFK Värnamo zurück. In der drittklassigen Division 1 erzielte er in seiner ersten Spielzeit nach der Rückkehr 13 Saisontore und verhalf dem Klub damit zum Klassenerhalt. In der Saison 2007 erwies er sich als torgefährlicher und krönte sich mit 23 Saisontoren zum Torschützenkönig. Damit hatte er wieder höherklassig das Interesse geweckt. Im November des Jahrs unterschrieb er einen Drei-Jahres-Vertrag bei Hammarby IF in der Allsvenskan. Bei seinem neuen Klub kam er jedoch nicht über die Rolle des Ersatzmannes hinaus. Hatte er in seiner ersten Spielzeit für den Stockholmer Verein in 16 Spielen zwei Tore erzielt, kam er in der Erstliga-Spielzeit 2009 nur zu einem Saisontreffer. Dabei stand er bei seinen 23 Saisoneinsätzen nur in elf Spielen in der Startformation und konnte den Abstieg in die Zweitklassigkeit nicht verhindern. Nachdem er 2010 hauptsächlich für den Kooperationspartner Hammarby Talang FF aufgelaufen war und unter Trainer Michael Borgqvist lediglich vier Spieleinsätze für Hammarby IF in der Superettan absolviert hatte, entschied er sich Anfang September des Jahres zum Abschied vom Verein.
Im Januar 2011 kehrte Söderberg zu Östers IF zurück, wo er einen Zwei-Jahres-Kontrakt unterzeichnete. Beim Klub zeichnete er sich auf Anhieb als regelmäßiger Torschütze aus. Er blieb bis zu seinem Karriereende 2016 dort.